# Tattoo -刺青
『Tattoo -刺青』（タトゥー いれずみ、原題：刺青、英題：Spider Lilies）は、周美玲（ゼロ・チョウ）監督による台湾映画。刺青を通じて恋愛感情や友情とは何かを探るレズビアンの女性たちを描いた作品。
日本では『TATTOO -刺青-』の邦題で第16回東京国際レズビアン&ゲイ映画祭（2007年）で上映された後、「台湾シネマコレクション2008」と題した特集上映にて東京・大阪で公開された。
2010年2月3日、「珠玉のアジアン・ライブラリーvol.4」として『Tattoo -刺青』の邦題でSPOから日本版DVDが発売。  
2010年10月10日、第6回香川レインボー映画祭にて上映。

## キャスト
- 小緑：楊丞琳（レイニー・ヤン）
昼間は学生、夜はネットアイドルとして活動。一見して考えが浅そうだが、内心は複雑。
- 竹子：梁洛施（イザベラ・リョン）
刺青の彫師。中学生の時に遭遇した地震が原因で自分の気持ちを閉ざしてしまう。
- 真真：陳意涵（アイビー・チェン）
竹子の初恋の相手。
- 阿東：是元介（ジェイ・シー）
竹子の所に通う不良。刺青を入れることで、強く見せたいと思っている。
- 阿青：沈建宏
竹子の弟。地震のショックが原因で家族に関する記憶が失われている。
- 大宇：謝秉翰
警察のネット担当捜査官。小緑のサイトの捜査を行う。

## 興行と受賞
2007年3月30日に台湾で公開されると、公開第1週で440万TWDの販売成績をあげる。その後もクチコミやメディアでの宣伝が続けられた結果、台湾での売り上げはまもなくして1,000万TWDに達した。最終的な台湾での売り上げは、約1,420万TWDにのぼる。
4月12日、香港でも公開されると好成績を収め、香港での売り上げも315万香港ドルに達した。これはレート換算すると1,300万TWDを超えたことになり、台湾と香港で1,300万TWDを超えた数少ない台湾映画の一つとなった。
第57回ベルリン国際映画祭パノラマ部門に出品、テディベア賞を受賞。